# Park Seong-hyeon
Park Seong-hyeon (12 oktober 1999) is een Zuid-Koreaanse langebaanschaatser. Park Seong-hyeon werd 21e op de 1500m bij de Olympische winterspelen in Peking van 2022.

## Records

### Persoonlijke records
| Afstand    | Tijd    | Datum           | Baan           |
| ---------- | ------- | --------------- | -------------- |
| 500 meter  | 36,19   | 2 maart 2018    | Salt Lake City |
| 1000 meter | 1.09,60 | 3 maart 2018    | Salt Lake City |
| 1500 meter | 1.45,34 | 4 december 2021 | Salt Lake City |
| 3000 meter | 4.11,81 | 20 januari 2016 | Seoel          |
| 5000 meter | 7.22,53 | 23 januari 2015 | Seoel          |

(laatst bijgewerkt: 23 februari 2022)

## Resultaten
| Jaar | Olympische Spelen          | WK Junioren       |
| ---- | -------------------------- | ----------------- |
| 2017 |                            | 10e 500m          |
| 2018 |                            | 6e 500m 21e 1500m |
| 2019 |                            | 9e 500m           |
|      |                            |                   |
| 2022 | 21e 1500m 6e achtervolging |                   |